# Lokinsaaret
Lokinsaaret är en ö i Finland. Den ligger i sjön Lievestuoreenjärvi och i kommunen Laukas i den ekonomiska regionen  Jyväskylä ekonomiska region  och landskapet Mellersta Finland, i den centrala delen av landet, 240 km norr om huvudstaden Helsingfors. Öns area är 1,1 hektar och dess största längd är 290 meter i nord-sydlig riktning.  Notera att namnet antyder att det är fråga om flera öar.